# Platteville (ciudad, condado de Grant, Wisconsin)
Platteville es una ciudad ubicada en el condado de Grant en el estado estadounidense de Wisconsin. En el Censo de 2010 tenía una población de 11.224 habitantes y una densidad poblacional de 794,57 personas por km².

## Geografía
Platteville se encuentra ubicada en las coordenadas 42°44′00″N 90°28′15″O / 42.73333, -90.47083. Según la Oficina del Censo de los Estados Unidos, Platteville tiene una superficie total de 14.13 km², de la cual 14.13 km² corresponden a tierra firme y (0%) 0 km² es agua.

## Demografía
Según el censo de 2010, había 11.224 personas residiendo en Platteville. La densidad de población era de 794,57 hab./km². De los 11.224 habitantes, Platteville estaba compuesto por el 94.74% blancos, el 2.08% eran afroamericanos, el 0.22% eran amerindios, el 1.67% eran asiáticos, el 0% eran isleños del Pacífico, el 0.31% eran de otras razas y el 0.97% pertenecían a dos o más razas. Del total de la población el 1.59% eran hispanos o latinos de cualquier raza.